# Воислав Санев
Воислав Санев (на македонска литературна норма: Воислав Санев) е археолог от Република Македония, специалист по неолита.

## Биография
Роден е на 26 юли 1938 година в Кочани, тогава в Кралство Югославия. В 1963 година завършва археология във Философския факултет на Белградския университет и до 1969 година работи като уредник в Народния музей в Щип. От 1969 до 1970 година работи в Музея на град Скопие. В периода 1970 година - 1976 година отново работи в Щипския музей, на който в определен период е директор. От 1976 година до 2000 година е на работа в Археологическия музей на Македония, в който заема длъжностите временно изпълняващ директор и ръководител на Археологическия отдел. Председател и секретар е на Македонското археологическо научно дружество и е редактор на списанието „Музей на Македония (Скопие)“, на Археологическата карта на Република Македония, на „Сборник на Народния музей - Щип“ и на „Сборник на Археологическия музей“.
Санев е специалист по неолита в страната и проучва Връшник, Анзабегово, Руг баир, Тумба (Велушина), Тумба (Маджари), Страната, Канли чаир, Амам, Тумба (Мършевци).
Умира в Скопие на 8 април 2007 година.